# Voltinisme

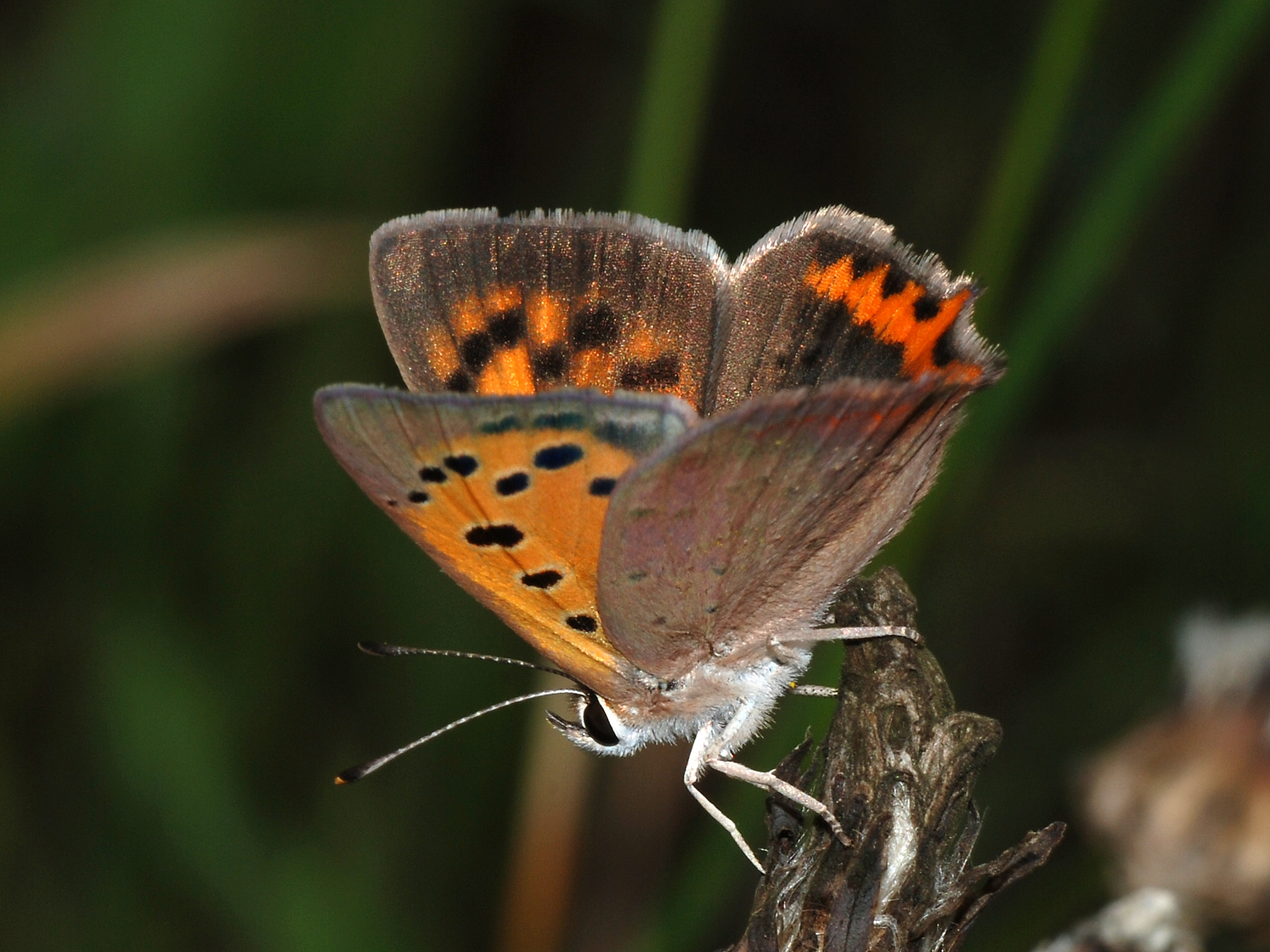
Lycaena phlaeas (petit cuivre), multivoltin.

Le voltinisme est le nombre de générations réalisées par une espèce d'insectes en une année.
Un insecte peut être :
- semivoltin : il faut plus d'un an pour qu'une génération se développe
- univoltin : une seule génération par an
- bivoltin : deux générations par an
- multivoltin (ou, improprement[1], polyvoltin) : trois générations par an ou davantage.

Si le nombre de générations n'est pas fixe, mais qu'il peut y en avoir plus d'une, on dit que l'espèce est partivoltine ou polyvoltine. Au sein d'une espèce, le voltinisme peut varier géographiquement en fonction de la latitude, de l'altitude et du climat local, et se voir temporairement modifié par une sécheresse inhabituelle. 
Par exemple, le Cuivré écarlate (Lycaena hippothoe) est bivoltin dans le centre-est de l'Europe, mais univoltin dans le nord et l'ouest, tandis que la Piéride du navet (Pieris napi) est bivoltine dans le nord de l'Europe mais tri- ou quadrivoltine dans le sud. Chez le diptère Monarthropalpus buxi (Cecidomyiidae) dans le nord de l'Europe coexistent les deux types d'individus (univoltins et partivoltins). 